# Dowód z przygodności

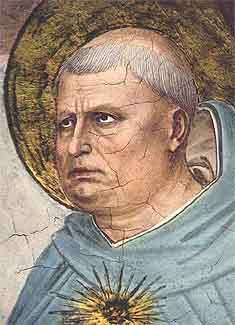
Najbardziej znane sformułowanie dowodu z przygodności pochodzi z Sumy teologicznej Tomasza z Akwinu

Dowód z przygodności, tomistyczny dowód kosmologiczny – rodzaj kosmologicznego argumentu na rzecz istnienia Boga, obok dowodu z racji dostatecznej.

## Sformułowanie
Dowód z przygodności przedstawiali liczni autorzy. W starożytności wyrażali go Platon w Prawach i Arystoteles w Metafizyce. Temat podejmowali autorzy chrześcijańscy, żydowscy, muzułmańscy. Największym uznaniem cieszy się jednak przedstawienie argumentu przez Tomasza z Akwinu, autora Sumy teologicznej. W swym dziele filozof przedstawia 5 różnych argumentów za istnieniem Boga. Wśród nich właśnie dowód kosmologiczny stał się najbardziej znany. Opisuje on dowód z przygodności następującymi słowy:

Trzecią drogę wskazuje byt przygodny i konieczny. Oto ona: Stwierdzamy na świecie rzeczy, które mogą być i nie być. Widzimy, jak jedne powstają, a inne zanikają, co świadczy o tym, że mogą być i nie być. Otóż nie do pomyślenia jest, by wszystkie takiego typu rzeczy zawsze istniały. Czemu? Bo co może nie istnieć, niekiedy faktycznie nie istnieje; jeśli przeto wszystko może nie istnieć, to ongiś nic nie istniało ze świata; a jeśli to prawda, to i dziś nic by nie istniało; co bowiem nie istnieje, nie zacznie istnieć inaczej, jak tylko dzięki temu, co już jest; gdyby więc nic nie istniało, zaistnienie czegokolwiek byłoby niemożliwe; w takim razie i dziś nic by nie istniało, co jest oczywistym fałszem. Nie wszystkie więc byty są jedynie przygodne, ale między nimi musi istnieć byt konieczny. Wszelki zaś byt konieczny albo ma przyczynę swojej konieczności skądinąd, albo nie ma; nie do pomyślenia jest, by ten łańcuch bytów koniecznych, mających przyczynę swojej konieczności skądinąd, ciągnął się w nieskończoność, podobnie zresztą jak i łańcuch przyczyn sprawczych, co wyżej udowodniono. Musimy więc uznać istnienie czegoś, co jest konieczne samo w sobie, nie ma przyczyny swej konieczności gdzie indziej, a jest przyczyną konieczności dla innych, a to wszyscy nazywają Bogiem. (Suma Teologiczna I, 1,4)

Tomasz określa argument trzecią drogą. Wyłożenie go zaczyna od stwierdzenia (1), że na świecie istnieją takie przedmioty, takie byty, które mogą zarówno istnieć, jak i nie istnieć. Nie ma ich, powstają, istnieją jakiś czas, a w końcu przestają istnieć. Autor zauważa, że przedmioty takie nie powstają same z siebie, ale istnieje jakaś inna przyczyna ich istnienia. Istnieją dzięki zewnętrznej od siebie przyczynie i mogłyby nie istnieć wcale, gdyby przyczyna ta nie powołała ich do istnienia. Byty takie określa Tomasz mianem przygodnych.
Myśliciel zauważa następnie, że (2) niemożliwością jest, by wszystkie byty były przygodne. Ponieważ każdy z nich potrzebuje innego bytu, dzięki któremu istnieje, musi istnieć jakiś byt, który nie ma zewnętrznej przyczyny.
Przyczyna taka nie byłaby już bytem przygodnym, ale koniecznym (3). Miałby taki byt następujące cechy. Nie miałby żadnej zewnętrznej przyczyny, sam zaś byłby przyczyną istnienia wszelkich innych rzeczy. Nie mógłby zacząć istnieć w żadnym momencie. Nie mógłby też przestać istnieć. Nie byłoby też możliwe jego nieistnienie. Tomasz stwierdza w końcu (4), że byt o takich własnościach nazywa się Bogiem.

## Analiza i krytyka
Analizując argument, Chad Meister stwierdza poprawność logiczną argumentu. Uznaje także zasadność pierwszej przesłanki. Oto istnieją bez wątpliwości byty, które istnieć nie muszą. Dane zwierzę nie urodziłoby się, gdyby jego rodzice się nie spotkali. Dużo więcej wątpliwości wzbudza przesłanka druga. Każdy byt przygodny potrzebuje innego bytu, dzięki któremu istnieje, musi wobec tego istnieć jakiś byt, który nie ma zewnętrznej przyczyny. Skoro bowiem każdy byt przygodny wymaga innej od niego samego przyczyny, gdyby przyczyna ta sama była przygodna, i ona wymagałaby swojej przyczyny. Albo więc oznaczałoby to konieczność istnienia nieskończonego ciągu przyczyn, albo przedmiotu, który zewnętrznej przyczyny nie ma. Nieskończony ciąg przyczyn byłby rzeczywistym nieskończonym łańcuchem bytów, a istnienie takiego uznaje się za niemożliwe. Co więcej, każda przyczyna jest tylko możliwa, a to, co tylko możliwe, nie tłumaczy rzeczywistości.  Dane zdarzenie tłumaczy jego przyczyna, ją tłumaczy jej przyczyna i tak dalej, rozumowanie nigdy się nie zatrzymuje; nigdy nie ma momentu, w którym osiąga się przyczynę niewymagającą wytłumaczenia inną przyczyną. Jak wskazywał Frederick Copleston, podobnie jak dodawanie czekoladek nie da w efekcie niczego innego od czekolady, tak sumowanie przyczyn przygodnych nigdy nie wyjdzie poza przygodność, nie osiągnie bytu koniecznego. Potrzebny jest chociaż jeden byt konieczny, którego utożsamia się z Bogiem.
Krytykę powyższego poglądu przedstawił Bertrand Russell. Zapytał on, czemu właściwie mielibyśmy wychodzić poza rozpatrywany łańcuch bytów przygodnych? Każdy byt w łańcuchu ma w nim swą przyczynę, natomiast sam łańcuch jako całość nie potrzebuje odrębnej przyczyny, po prostu istnieje.
Russel wskazał też, że Copleston popełnił w swym rozumowaniu błąd logiczny, dokładniej błąd złożenia. Mianowicie z posiadania przez każdy element danej całości pewnej cechy nie znaczy, że całość też tę cechę posiada. Przykładem mur średniowiecznego zamku. Mur ten budują kamienie. Każdy z kamieni wzięty z osobna jest mały. Jednak o całości, o murze, z pewnością nie można powiedzieć, że jest mała. Małe kamienie tworzą wielki mur. Krytycy tej krytyki wskazują, że do analogii wzięta została niewłaściwa cecha. Skoro każdy kamień jest kamienny, to i mur jest kamienny. Dla jednych cech rozumowanie zachodzi, dla innych nie, a dyskutanci spierają się, która analogia jest bardziej zasadna.
Kolejna obiekcja do argumentu podnosi, że wyjaśnienie wszystkich części oznacza wyjaśnienie całości tworzonej przez te części. Pisał o tym David Hume w Dialogach o religii naturalnej, podając jako przykład państwo powstałe ze scalenia hrabstw. Analogicznie jeśli kto wyjaśni istnienie każdej cząstki ze zbioru dwudziestu cząstek, nie musi już wyjaśniać odrębnie istnienia wszystkich dwudziestu. Przyczyną państwa jest połączenie hrabstw i to wyjaśnia jego istnienie. Oponenci pytają natomiast, co sprawiło, że zaszło połączenie. Zwolennicy poglądu Hume'a stwierdzą analogicznie, że wyjaśnienia wymagają poszczególne tworzące świat rzeczy, po wyjaśnieniu ich nie ma już potrzeby wyjaśniania całości. Oponenci twierdzą, że takie byty nie byłyby już jednak przygodne.
Inny rodzaj krytyki argumentu z przygodności stawia pytanie o przyczynę również samego Boga.  Skoro wcześniej każdy byt wymagał wyjaśnienia, czemuż Bóg miałby go nie wymagać?  Jeśli zaś Bóg nie wymaga wyjaśnienia, czemu domagać się go dla rozpatrywanego wyżej łańcucha bytów przygodnych? Zwolennicy argumentu stwierdzają na to, że Bóg różni się od innych bytów, jako byt konieczny z definicji żadnej przyczyny nie wymaga. Jest przyczyną nie posiadającą samemu innej przyczyny. Podnoszą, że przyjęta definicja Boga pozwala wyjaśnić domagający się wyjaśnienia łańcuch bytów.
Jeszcze inna krytyka stwierdza, że z argumentu nie wynika, by musiał istnieć Bóg, ponieważ argument dowodzi jedynie istnienia bytu koniecznego będącego przyczyną pozostałych. Czemuż byt konieczny miałby być Bogiem? Czyż nie mógłby być poruszycielem jak u Arystotelesa? Czemu musi być osobowym Bogiem religii teistycznych, a nie czystą myślą? Zwolennicy wskazują, że byt konieczny najlepiej rozumieć jako zarazem byt doskonały, o którym mówi inny, ontologiczny dowód istnienia Boga, sformułowany przez Anzelma i obalony przez m.in. Kanta. Jednak obalenie tamtego dowodu powoduje, że nie może on wesprzeć dowodu z przygodności. Tak więc w tym ujęciu argument z przygodności wskazywałby na istnienie jedynie pewnego Boga, niekoniecznie o cechach opisywanych przez myślicieli religii monoteistycznych.